# Lissocarcinus orbicularis
Lissocarcinus orbicularis, tên thông dụng trong tiếng Anh sea cucumber crab (cua hải sâm)  và red-spotted white crab (cua trắng đốm đỏ), là một loài cua trong họ Portunidae.
Loài cua này phát triển chiều dài đến khoảng 4 cm (1,6 in), và có mai mịn, nhẵn với những đốm nổi bật.